# Ebersmunster
Ebersmunster é uma comuna francesa na região administrativa de Grande Leste, no departamento Baixo Reno. Estende-se por uma área de 7,42 km². Em 2010 a comuna tinha 550 habitantes (densidade: 74,1 hab./km²).